# Український контрнаступ (2023)
Український контрнаступ 2023 року — наступальна операція Сил оборони України, планом якої було прорвати оборону противника та протягом кількох місяців вийти до узбережжя Азовського моря й тим самим перерізати Росії сухопутне сполучення з окупованим Кримом. Втім, запланований наступ не вдався, обмежившись невеликими локальними здобутками території.
Запізніле постачання військової техніки з боку союзників відтягнуло початок наступу до червня, що дало росіянам достатньо часу для підготовки оборони. Обширні мінні поля та російське панування в повітрі й нестача техніки унеможливили броньовий прорив, і після значних втрат протягом перших місяців контрнаступу українські війська перейшли до стратегії війни на виснаження.
Попри провал сухопутної наступальної операції, Україна досягла значних успіхів в ударах по території окупованого Криму та поставила під сумнів російське морське панування в ході битви за Чорне море.

## Передумови
За даними американського журналіста Ярослава Трофімова, контрнаступ на запорізькому напрямку з метою перерізати «сухопутний коридор» до Криму планувався українським командуванням іще влітку-восени 2022 року. Для цієї операції було створено 12 бронетанкових бригад, 9 з них були підготовлені та оснащені Західними країнами-партнерами. За даними аналітиків британського аналітичного центру RUSI, це угрупування мало здійснити прорив на ділянці завширшки 30 км, ізолювати Токмак протягом семи днів, а потім прорватися на південь до Мелітополя. За такого темпу Росія б не встигла підтягнути резерви, і українським військам, що наступали, потрібно було лише подолати опір шести російських полків в обороні.
Та втілити ці плани не вдалося. Брак потрібних засобів примусив відкласти контрнаступ майже на рік і натомість обмежитись «херсонською операцією». Через зволікання союзників, необхідні озброєння надійшли із затримкою в недостатній кількості та неналежному стані. Через ці затримки бригади вступили в бій недостатньо навченими. Були допущені й інші помилки: сили були розпорошені між кількома напрямками, найкраще підготовлені бригади залишились в резерві для утримування фронту, основні удари відбулись по очікуваних противником напрямках, ефекту несподіванки й «втечі» його військ досягти не вдалось.
Поки допомога повільно надходила Україні, російські окупанти встигли перейти на військові рейки, провести мобілізацію для компенсації понесених втрат та поповнення військ живою силою, побудувати ешелоновану оборону в декілька смуг завширшки до понад 46 кілометрів на певних ділянках. Були вириті траншеї, протитанкові рови, встановлені протитанкові надовби (так звані «зуби дракона»), облаштовані довготривалі вогневі точки, капоніри для техніки та підготовлені позиції для артилерії, встановлені щільні мінні поля тощо.
Зведений рубіж оборони простягся від берегів Дніпра до окупованого Донбасу. Британська розвідка оцінила побудовану оборонну лінію як «одну з наймасштабніших в світі».
Спершу йде «смуга забезпечення оборони», якій притаманні щільні мінні поля, окопи та «лисячі нори» для розміщення піхоти. Перша смуга оборони — так звана «лінія Суровікіна» вже створена з використанням техніки, тут наявні бетонні укріплення для вогневих точок, перед нею прорито протитанкові рови, встановлені протитанкові надовби та іще щільніші мінні поля. Траншеї вириті глибше, ніж зазвичай аби запобігти «дружньому вогню» артилерії. Третя смуга призначена, в основному, для прихованого розміщення техніки та живої сили.
Зведення нових оборонних споруд не припинилось і після початку інтенсивних бойових дій. Так, впродовж серпня-вересня 2023 року
у Маріупольському та Бердянському районах були зведені нові оборонні лінії.
З початком українського контрнаступу Росія перекинула гелікоптери на бердянський аеропорт. Станом на 13 червня там перебували щонайменше 27 гелікоптерів: 5 Ка-52, 9 Мі-8 або Мі-24 та 13 Ка-29. На думку британської розвідки, таким чином Росія могла отримати тимчасову перевагу.
6 червня 2023 року російські військові підірвали греблю Каховської ГЕС. Спричинений ними розлив Дніпра на певний час унеможливив український річковий десант на лівий берег та дав можливість російському командуванню перекинути резерви розташовані вздовж лівого берега до зони бойових дій.

## Перебіг
7-8 червня перша спроба наступати на південь від Малої Токмачки підрозділами 33-ї та 47-ї бригад, та обернулась для України значними втратами бронетехніки (БМП M2 Bradley, танків Leopard 2A6, інженерних машин розгородження Wisent 1) та живої сили.
Великі втрати (за даними New York Times за два перших тижні було втрачено до 20 % переданої техніки) примусили Україну змінити тактику наступу. Поступ став повільнішим, пріоритет був наданий виснаженню російських тилів ударами далекобійної артилерії. Від прориву оборони бронетанковими з'єднаннями довелось відмовитись, натомість Україна перейшла до тактики малих груп та повільного просування.
За перший тиждень активних бойових дій Україна залучила три з 12 підготовлених бронетанкових бригад, основні сили були зосереджені в районі міста Оріхів та селища Велика Новосілка. Вісь наступу була спрямована вздовж автомобільної дороги Т 0408 на село Роботине, а потім на важливий транспортний вузол — місто Токмак.
10 червня Міноборони України підтвердили звільнення села Лобкове Запорізької області.
11 червня Україна офіційно повідомила про звільнення сіл Нескучне та Благодатне, що неподалік селища Велика Новосілка.
12 червня Міноборони України підтвердило звільнення сіл Сторожеве та Новодарівки.
13 червня Україна офіційно звільнила села Левадне та Макарівку.
Приблизно в цей час, на четвертий день після початку контрнаступу головнокомандувач ЗСУ Валерій Залужний був вимушений змінити тактику на тактику малих груп.
Станом на 15 червня, за словами заступниці міністра оборони Ганни Маляр, українські війська просунулися на 6,5 км і відвоювали близько 90 км² території вздовж 100-кілометрової ділянки південної лінії фронту.
18 червня 2023 128 ОГШБр та 2 ОСБ звільнили село П'ятихатки у Запорізькій області. Населений пункт був опорним пунктом на першій лінії оборони росіян. Звільнення села було офіційно підтверджене Міністерством оборони наступного дня.
Раніше того ж дня, 18 червня, був уражений великий склад боєприпасів на елеваторі в селі Рикове. Вторинні детонації тривали декілька годин.
За словами секретаря РНБО Олексія Данілова, серед основних пріоритетів даного етапу контрнаступу — підготовка театру бойових дій: виснаження російської артилерії, ураження логістичних шляхів постачання і складів боєприпасів, палива, продовольства.
22 червня Сили оборони України крилатими ракетами Storm Shadow вдарили по новому та старому (резервному) автомобільних мостах під Чонгаром через затоку Сиваш (через цей міст пролягає автошлях М18). Рух через мости був тимчасово припинений.
26 червня заступниця Міністра оборони України Ганна Маляр повідомила, що 31-ша окрема механізована бригада звільнила від російських окупантів село Рівнопіль на півдні Донецької області.
11 липня Збройні сили України завдали потужного удару по російському складу боєприпасів в окупованій Новоолексіївці.
17 липня під прольотом Кримського моста стався вибух, внаслідок якого автомобільна частина мосту зазнала істотних пошкоджень. Рух мостом для вантажного автотранспорту був ускладнений й для перекидання вантажів були залучені великі десантні кораблі проєкту 775 «Калининград» та «Оленегорский горняк».
27 липня повідомлялося, що українська армія почала новий етап контрнаступу. Президент України Володимир Зеленський повідомив про звільнення силами 35-ї бригади морської піхоти та бійців 7 батальйону «Арей» села Старомайорське, за яке понад місяць йшли бої. Згодом OSINT-дослідник Naalsio опублікував мінімальну кількість російських втрат техніки, присутніх на фото і відео: 4 танки типів Т-72 і Т-80, 3 машини типів БМП-1 та БМП-2, 2 машини типів БМД-2 та БМД-4, та 2 машини типів МТ-ЛБ та МТ-ЛБВК. Видання Defense Express писало, що у боях за село брали участь підрозділи 136-ї окремої мотострілецької бригади та 247-го десантно-штурмового полку.
Того дня в боях на схід від Роботине важких втрат зазнала і українська 118 ОМБр. За даними Тома Купера, через непорозуміння під час атаки, українська колона зупинилася навпроти російських траншей на пагорбі, які займали 1430 МСП, 45 ОБрСпП та 810 ОБрМП. В результаті цього українська сторона втратила 4-5 танків Т-72 підбитими, близько 13-15 БМП та БТРів, і майже цілу роту загиблими, пораненими і полоненими включно з майором. Після цього до бою підключилася 47 ОМБр і завдала удару по російських позиціях, вибивши їх з пагорба. Неподалік 15 бригада НГУ «Кара-Даг» і бригада НГУ «Азов» вдарили по підрозділах 70 МСП в Новопокровці.
29 липня Сили оборони України вдруге вдарили по залізничному мосту під Чонгаром, та тимчасово вивели його з ладу.
6 серпня Сили оборони України втретє атакували Чонгарський та міст через Тонку протоку, що сполучає Генічеськ з Арабатською Стрілкою, робота пропускних пунктів «Чонгар» та «Джанкой» була тимчасово закрита.
16 серпня офіційно підтверджено звільнення села Урожайне від росіян.
22 серпня майже через два місяці запеклих боїв, воїни 47 ОМБр «Магура» увійшли в село Роботине та почали евакуацію місцевих мешканців. Наступного дня, 23 серпня, на руїнах місцевої школи було піднято український прапор.
28 серпня Українська влада офіційно повідомила про визволення сиелища Роботине. Таким чином, українські війська прорвали лінію забезпечення оборони на цій ділянці фронту й вийшли до першої лінії оборони — так званої «лінії Суровікіна».
3 вересня бригадний генерал Олександр Тарнавський заявив, що Сили оборони України прорвали першу лінію оборони на Запорізькому напрямку, на яку росіяни витратили найбільше ресурсів і очікували, що українські війська не зможуть її прорвати. На його думку, подальше просування очікується швидшим.
11 вересня було оголошено про встановлення контролю над буровими платформами «Чорноморнафтогазу» (так звані Вишки Бойка). Ці платформи служитимуть для посилення контролю України в Чорному морі та підготовки до подальших дій в окупованому Криму.
13 вересня в сухих доках Севастопольського морського заводу ракетним ударом були знищені великий десантний корабель «Минск» проєкту 775 та підводний човен «Ростов-на-Дону» проєкту 636.3 «Варшавянка». Вранці наступного дня були знищені елементи комплексу С-400 «Тріумф», розгорнутого під Євпаторією.
14 вересня Сили оборони України взяли під контроль село Андріївка (фактично — руїни, що лишились від населеного пункту), що на південь від Бахмута. Кілька днів по тому, 17 вересня, було оголошено про звільнення сусіднього села Кліщіївка.
18 вересня командувач Сухопутних військ ЗСУ Олександр Сирський заявив, що на Бахмутському напрямку було пробито російську лінію оборони, а кілька найбільш підготовлених підрозділів ЗС РФ втратили боєздатність, серед них 72-га, 31-ша та 83-тя бригади.

21 вересня стало відомо, що біля Роботиного (у напрямку на Вербове Пологівського району) українська піхота та бронетехніка прорвали другу лінію оборони, так звану «лінію Суровікіна». Пізніше це підтвердив бригадний генерал Олександр Тарнавський.
17 жовтня стало відомо про передачу Україні оперативно-тактичних ракет ATACMS. Ними було обстріляно луганський та бердянський аеродроми. В результаті атаки було знищено 7 одиниць Ка-52 та 2 Мі-8. Ще близько 15 вертольотів було пошкоджено.
Наприкінці жовтня Головнокомандувач Збройних Сил України Валерій Залужний визнав, що контрнаступ не досяг поставлених цілей та через низку суб'єктивних та об'єктивних причин війна поступово переходить до позиційної форми типу «окопної війни» часів Першої світової війни. Раніше, 12 жовтня, голова Головного управління розвідки МО України Кирило Буданов висловив думку, що Україна «вибилась» з графіка деокупації без подальшого уточнення.

## Подальший хід війни
На конференції «Україна. Рік 2024» Володимир Зеленський заявив, що контрнаступ 2023 року не вдався, бо ще до його початку його план лежав на столі в Кремлі. Він додав, що в України є план на 2024 рік, відомий вузькому колу людей.[джерело?]
Натомість, аналітики британського аналітичного центру RUSI зазначають, що неприховані розмови про загальний напрям та задум контрнаступу почалися іще в грудні 2022 року, які одразу ж опинились в полі зору російських військових планувальників. Задачу розкрити плани українського командування росіянам спростило й те, що підготовка до контрнаступу мала значну міжнародну складову, кулак удару мали забезпечити лише кілька підготовлених бригад, й тому відстеживши їхні пересування росіяни гарантовано дізнались про місце наступу.
В лютому 2024 року після взяття Авдіївки росіяни почали наступ в районі Роботиного, про це повідомив ISW у звіті за 18 лютого.

## Оцінки
Колишній командувач сухопутних військ Польщі генерал Вальдемар Скшипчак вважає, що українська армія виявилася не готовою до боротьби з російськими мінними полями. Також ще однією проблемою для України в її контрнаступі стала відсутність переваги в повітрі, що дає можливість російській авіації атакувати колони української техніки.
17 червня 2023 року австрійський експерт Томас Купер сказав, що окрім мін, основною новою проблемою для ЗСУ стала не комбінація «Орлан + Мста», а комбінація розвідувальних БПЛА «Орлан» і «Зала» з дроном-камікадзе «Ланцет» і ударними гелікоптерами Ка-52.